# Lingók

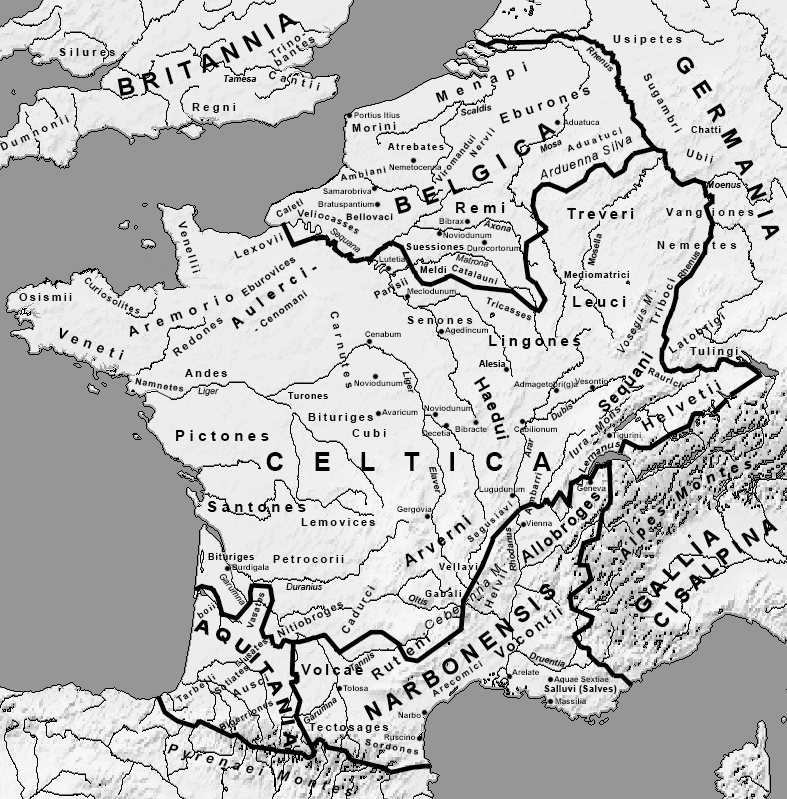
Gallia térképe, a lingók hozzávetőleges szálláshelyeivel.

A lingók (latinul lingones) kelta törzs volt, akik az ókorban a Szajna és a Marne folyók forrásvidékének környékén éltek. Kr. e. 400 körül egy részük átvándorolt az Alpokon és a Pó folyó torkolatvidékének környékén telepedett meg Észak-Itáliában, a későbbi Gallia Cisalpina provincia területén, a Gallia Lugdunensis és Gallia Belgica határán, a Vosegus hegy alján a Matrona és a Mosa forrásainál. Ahhoz a kelta vándorló hullámhoz tartoztak, amely magába foglalta a boiokat és a senonokat is (Polübiosz, Történelem ii.17). Kr. e. 390-ben Róma  felprédálásában is részt vehettek.
Az 1. századra a galliai lingók is romanizálódtak. Gazdag és városiasodott társadalomban éltek a mai Langres és Dijon környékén, mégis belekeveredtek 69-ben a batavusok felkelésébe.
Fővárosuk neve Andematunnum volt, majd Lingones (ma Langres, Haute-Marne, Franciaország). A Marne folyó fölé nyúló sziklára épült, ma is áll középkori erődítményeinek egy része, amelyekről panoráma nyíilik a Marne-völgyre, a Langres-i fennsíkra és a Vogézekre. Ókori püspökségének neve Lingonae volt. Három püspöke mártíriumot szenvedett a vandálok támadásakor 407 körül. Otho római császár az egész népet római polgárjoggal ruházta fel.